# Костёл Святой Троицы (Радошковичи, старый)
Костёл Святой Троицы — бывшая деревянная церковь в Радошковичах (Минская область), существовавшая в 1736—1855 годах.

## История
Впервые сами Радошковичи упоминаются в исторических документах в 1447 году, когда наместник смоленский и виленский кастелян Пётр Сенька Гедигольдович с его женой Богумилой заложили там деревянный костёл под титулом Святой Троицы.
В 1734—1736 гг. в Радошковичах воздвигнута «усердием Симона Мховского, Апостольского писца, пастора Радошковицкого с помощью разных благотворителей» новая церковь, которая в 1740 г. была освящена под титулом Святой Троицы и Стефана Великомученика.
При костёле Святой Троицы действовали школа и больница, были основаны три братства — св. Анны с 1703 года, Святой Троицы с 1738 года, и Имени Пресвятой Богородицы с 1750 года.

## Архитектура
Представлял собой деревянный, крестово-купольный, покрытый гонтом и обшитый вагонкой храм с куполом над средним крестом, двумя башнями у входного фасада, двумя малыми башенками у купола (возможно, над крыльями трансепта). Размеры храма были 42 сажени в длину и 15 саженей в ширину (около 80x32 м). Вход имел граненый притвор типа барбакан — очевидно, оборонного назначения. К пресвитерию примыкали 2 ризницы. В церкви имелось 7 алтарей. Пять из них, резные двухъярусные, украшали объем помещения. Главный алтарь — Святой Троицы — представлял собой 6-колонную барочную композицию с фигурами апостолов Петра и Павла, Иоанна и Фаддея. Боковые алтари — изображали непорочное зачатие Пресвятой Богородицы и Св. Анну. Особо красивыми считались алтари в капеллах (в крыльях трансепта между окнами), украшенные золотыми и серебряными деталями — св. Фаддей и св. Антония. Еще 2 алтаря располагались в приделах, устроенных «при дверях бабинцев» (возможно, в первом ярусе башен у главного фасада) — Иисуса Назаретянина и св. Яна Непомука. Портреты основателей — Петра и Богумилы Гедигольдовичей — висели в пресвитерии у входа в ризницу. В хорах размещались органы на 10 голосов. Под церковью построено два кирпичных склепа. Купол и стены церкви были расписаны библейскими сюжетами.
Рядом с церковью стояла деревянная колокольня.